# Жосень (комуна)
Жосень, Жосені (рум. Joseni) — комуна у повіті Харгіта в Румунії. До складу комуни входять такі села (дані про населення за 2002 рік):
- Борзонт (826 осіб)
- Бучин (4 особи)
- Жосень (4891 особа) — адміністративний центр комуни

Комуна розташована на відстані 255 км на північ від Бухареста, 43 км на північний захід від М'єркуря-Чука, 145 км на схід від Клуж-Напоки, 116 км на північ від Брашова.

## Населення
За даними перепису населення 2002 року у комуні проживала 5721 особа.
Національний склад населення комуни:
| Національність | Кількість осіб | Відсоток |
| -------------- | -------------- | -------- |
| угорці         | 5586           | 97,6%    |
| цигани         | 72             | 1,3%     |
| румуни         | 58             | 1,0%     |
| українці       | 2              | < 0,1%   |
| євреї          | 1              | < 0,1%   |
| поляки         | 1              | < 0,1%   |
| чанго          | 1              | < 0,1%   |

Рідною мовою назвали:
| Мова                  | Кількість осіб | Відсоток |
| --------------------- | -------------- | -------- |
| угорська              | 5603           | 97,9%    |
| циганська             | 58             | 1,0%     |
| румунська             | 56             | 1,0%     |
| українська            | 2              | < 0,1%   |
| італійська            | 1              | < 0,1%   |
| не вказали рідну мову | 1              | < 0,1%   |

Склад населення комуни за віросповіданням:
| Релігія                                       | Кількість осіб | Відсоток |
| --------------------------------------------- | -------------- | -------- |
| римо-католики                                 | 5544           | 96,9%    |
| православні                                   | 50             | 0,9%     |
| реформати                                     | 46             | 0,8%     |
| греко-католики                                | 26             | 0,5%     |
| бретрени                                      | 3              | 0,1%     |
| не релігійні                                  | 3              | 0,1%     |
| п'ятдесятники                                 | 2              | < 0,1%   |
| унітарії                                      | 2              | < 0,1%   |
| адвентисти                                    | 1              | < 0,1%   |
| лютерани (Синодально-пресвітеріанська церква) | 1              | < 0,1%   |
| атеїсти                                       | 1              | < 0,1%   |
| не вказали релігію                            | 10             | 0,2%     |

## Міста-побратими
- Faddd, Угорщина
- Türjed, Угорщина
- Ада (Воєводина), Сербія
- Балатонсарсо, Угорщина